# Super Game Boy
Il Super Game Boy è una cartuccia prodotta nel 1994 dalla Nintendo per la console Super Nintendo Entertainment System.

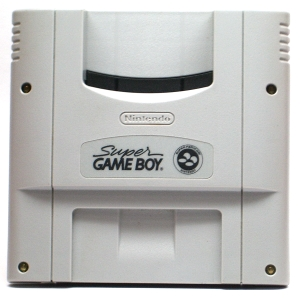
Retro del Super Game Boy

## Storia
La cartuccia venne sviluppata al fine di permettere l'esecuzione dei videogiochi per Game Boy sulla console Super Nintendo. Al suo interno, include l'hardware di un Game Boy, dedicato a eseguire il gioco sul Super Nintendo. In sostanza, la console Super Nintendo funge solo da collegamento tra la cartuccia, il gamepad e il televisore, non svolgendo altre funzioni durante il gioco.
La cartuccia nacque per gestire i giochi monocromatici per Game Boy, ma alcuni giochi vennero sviluppati, non solo tenendo conto della possibilità dell'accessorio, ma anche aggiungendo una minima quantità di colori, dato che il Super Nintendo è dotato di un'uscita video a colori. Questa cartuccia fu precursore del Game Boy Player che venne reso disponibile per Nintendo GameCube e che ne svolge le medesime funzioni. Con l'accessorio uscì anche Donkey Kong, una nuova versione del classico Donkey Kong per console portatile.

## I limiti del Super Game Boy
Il Super Game Boy eseguiva i giochi ad una velocità maggiore del 2,4% rispetto a quella di un normale Game Boy. Oltre a ciò, era privo di una porta di espansione e di un indicatore LED.

## Il Super Game Boy 2
Successivamente, Nintendo pubblicò una nuova versione del Super Game Boy, il Super Game Boy 2. Esso fu distribuito solamente in Giappone ed era fornito di funzionalità esclusive come cornici e palette di colori aggiuntivi, una porta di collegamento link per game boy e due led per indicare rispettivamente il funzionamento dell'accessorio e dell'eventuale cavo link.
Questa versione inoltre, riproduce i giochi del Game Boy alla sua velocità nativa.